# Naruto: Ultimate Ninja Storm
Naruto Ultimate Ninja Storm é um jogo eletrônico de luta lançado para o console Playstation 3. O jogo conta com 35 personagens, dos quais 25 são jogaveis em todos os modos e outros 10 (que devem ser baixados como conteúdo adicional) apenas como suporte. Storm inova, não só ao trazer os melhores gráficos em cel-shading já vistos até então, segundo a crítica especializada, mas também ao introduzir a jogabilidade 2D simplificada dos Ultimate Ninja para Playstation 2 para um plano tridimensional, com melhoras, pois a câmera confere mais imersão.

## Jogabilidade
Existem 2 modos de jogo, um deles, o Ultimate Mission é uma aventura single-player em mundo-aberto pela Vila da Folha, que tem como objetivo cumprir 101 missões (100 normais e 1 secreta, liberada após todas as outras serem cumpridas), coletar dinheiro e pergaminhos, colecionar itens como insetos, flores, vegetais, ingredientes para fabricação de armas e resolver ramens, tudo isso com objetivo de desbloquear conteúdo adicional para as lutas. Há nas missões as que seguem a linha histórica da primeira fase do mangá (exceção da saga do País das Ondas), em que existem 5 arcos (Genin Training Arc, Chunin Exam Arc, Leaf Destruction Arc, Tsunade Search Arc e Sasuke Retrieval Arc), e também missões das mais variadas, que variam dos ranks D a S, das quais podem ser incluidas missões baixadas como conteúdo adicional.
O outro modo de jogo é o Free Battle, em que se batalha com um dos 25 personagens e com auxílio de outros 2 personagens como suporte. Antes da luta, além dos personagens, é possível escolher os jutsus e combos que o personagem principal e os suportes vão usar, e o cenário de batalha. Muitos dos personagens e jutsus devem ser habilitados pelo Mission Mode. Outros 10 personagens e 1 skin para o Naruto podem ser habilitados por download de conteúdo adicional.